# 에이오카와역
에이오카와역(일본어: 頴娃大川駅)은 일본 가고시마현 미나미큐슈시에 위치한 규슈 여객철도 이부스키마쿠라자키 선의 철도역이다. 단선 승강장 1면 1선의 구조를 갖춘 지상역이다.

## 역 주변
- 국도 제226호선

## 역사
- 1963년 10월 31일 : 개업.
- 1987년 4월 1일 : 일본국유철도 분할 민영화에 의해, 규슈 여객철도가 승계.

## 인접 역
| 이부스키마쿠라자키 선           | 이부스키마쿠라자키 선 | 이부스키마쿠라자키 선      |
| ------------------------------- | --------------------- | -------------------------- |
| 미즈나리카와 가고시마 중앙 방면 | ■ 보통                | 마쓰가우라 마쿠라자키 방면 |